# Função polinomial

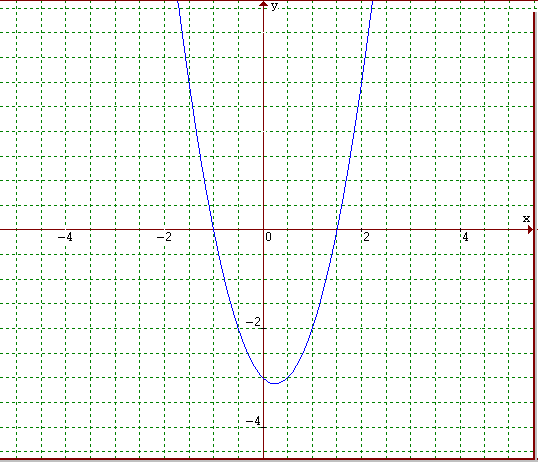
Gráfico de uma função polinomial

Em matemática, função polinomial é uma função {\displaystyle P} que pode ser expressa da forma:
{\displaystyle P\left(x\right)=a_{n}x^{n}+a_{n-1}x^{n-1}+\dots +a_{1}x^{1}+a_{0}x^{0}=} {\displaystyle \sum _{i=0}^{n}a_{i}x^{i},}
em que {\displaystyle n} é um número inteiro não negativo e os números {\displaystyle a_{0},a_{1},...a_{n-1},a_{n}} são constantes, chamadas de coeficientes do polinômio.

## Grau de uma função polinomial
As funções polinomiais podem ser classificadas quanto a seu grau. O grau de uma função polinomial corresponde ao valor do maior expoente da variável do polinômio, ou seja, é o valor de {\displaystyle n} da função {\displaystyle P\left(x\right)=\sum _{i=0}^{n}a_{i}x^{i}.} 
Sejam {\displaystyle f(x)} e {\displaystyle g(x)} polinômios de graus quaisquer. Sempre valem as seguintes leis:
- O grau de {\displaystyle f(x).g(x)} é a soma do grau de {\displaystyle f(x)} e o grau de {\displaystyle g(x);}
- Se {\displaystyle f(x)} e {\displaystyle g(x)} têm grau diferente, então o grau de {\displaystyle f(x)+g(x)} é igual ao maior dos dois; e
- Se {\displaystyle f(x)} e {\displaystyle g(x)} têm o mesmo grau, então o grau de {\displaystyle f(x)+g(x)} é menor ou igual ao grau de {\displaystyle f(x).}

### Funções polinomiais de grau um

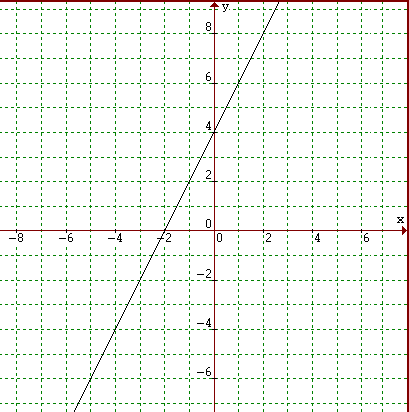
Gráfico de uma função do 1º grau

Aqui, {\displaystyle n=1.} Por isso, os polinômios de grau 1 têm a forma {\displaystyle P\left(x\right)=a_{0}x^{0}+a_{1}x^{1}=a_{0}+a_{1}x.}
As funções deste tipo são chamadas de função afim. Se {\displaystyle a_{0}=0,} chamamos esta função afim de linear.
Por exemplo,
{\displaystyle f(x)=2x+1} é uma função polinomial de grau um composta de dois monômios.

### Funções polinomiais de grau dois

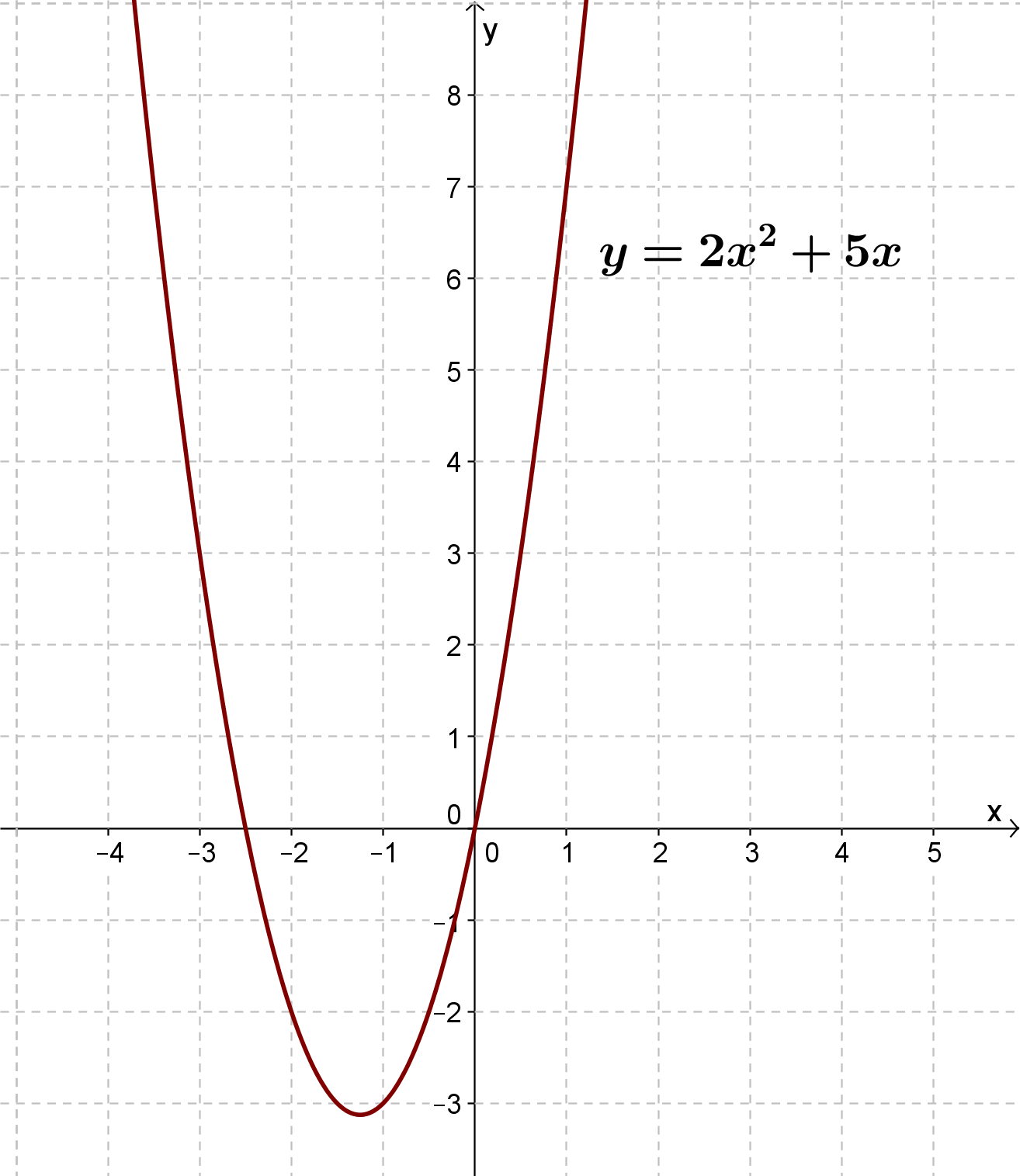
Gráfico de uma função do 2º grau

Uma função quadrática é definida como uma função que apresenta o expoente 2 como maior expoente das variáveis. O seu gráfico é constituído por uma parábola. É expressa por:
{\displaystyle f(x)=ax^{2}+bx+c.}
Por exemplo,
{\displaystyle y=4x^{2}+2x+1\rightarrow } o grau é 2 e é composto de três monômios.

### Funções polinomiais de outros graus
- {\displaystyle f(x)=2\rightarrow } não há variável, mas pode-se considerar que o grau é zero. Esta é uma função constante.[2][4]
- {\displaystyle f(x)=0\rightarrow } neste caso, é conveniente dizer que não há grau, ou que o grau é negativo (menos infinito).
- {\displaystyle f(x)=(1/2)x^{4}-7x^{3}+(4/5)\rightarrow } é uma função polinomial de grau 4. Neste caso: {\displaystyle a_{0}=4/5,a_{1}=0,a_{2}=0,a_{3}=-7,a_{4}=1/2.}

## Função constante
Define-se função constante por :
Dado um número {\displaystyle k,}
{\displaystyle f(x)=k,\forall x\in Dom(f)}
{\displaystyle Im(f)=\{k\}}

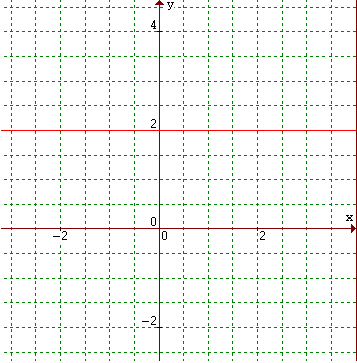
Gráfico de uma função constante

Ou seja, o valor da imagem será sempre o mesmo, independente do valor do {\displaystyle x.}
O gráfico de uma função constante é uma reta paralela ao eixo {\displaystyle x.};

## Polinômios especiais
- Polinómios de Bernstein
- Polinômio característico
- Polinômios de Laguerre
- Polinômios de Tchebychev
- Polinômios de Legendre
- Polinômios de Hermite
- Polinómio de Newton
- Polinômio de Hurwitz
- Polinômio de Lagrange
- Polinômio irredutível
- Polinômio homogêneo